# Grey Knight
Pour plus de détails, voir Fiche technique et Distribution.
Grey Knight (titre original : Ghost Brigade) est un film américain réalisé par George Hickenlooper, sorti en 1993.

## Synopsis
Des marchands d'esclaves ramènent une entité vaudou maléfique qui est accidentellement libérée par l'armée confédérée pendant la guerre civile. L'entité possède les corps des soldats morts pour créer sa propre armée en utilisant les cadavres du Nord et du Sud. Lorsque les soldats se rendent compte de la situation, les troupes adverses doivent surmonter leurs différents et s'unir pour combattre ces morts horribles qui forment une brigade fantôme. Le capitaine John Harling de l'armée de l'Union, mène une enquête en compagnie du le colonel Nehemiah Strayn, un ancien commandant de régiment confédéré, maintenant assis dans une prison de l'Union à Bowling Green, qui était autrefois le professeur de Harling. Les deux officiers, sous la supervision du colonel George Thalman, partent avec un petit détachement de troupes et une esclave en fuite nommée Rebecca. Lorsqu'ils atteignent le site où plusieurs nordistes ont été assassinés, Strayn raconte ce qui est arrivé à son régiment, dont la fin horrible s'est produite au même endroit où les cadavres ont été retrouvés.
Après avoir quitté le site et erré plus profondément dans le Tennessee, ils rencontrent un groupe de rebelles, qui se rendent rapidement, à la grande surprise des troupes de l'Union. Les confédérés expliquent à Thalman que leur groupe a été attaqué par une bande de soldats morts-vivants qui ont emmené beaucoup de leurs hommes. Thalman, décidant qu'ils ont besoin de renforts, décolle en laissant Harling aux commandes. Mais pendant la nuit, alors que Strayn et Rebecca discutent à quelques mètres du camp, ils sont agressés par l'ancien régiment de Stayn, désormais une bande de zombies ambulants. Son ancien commandant en second, le major Josiah Elkins, lui dit de diriger ce nouveau régiment. Strayn refuse cependant l'offre et s'échappe avec Rebecca au camp. Strayn avertit tout le monde au camp et ils se cachent tous derrière les chariots que les confédérés avaient avec eux et attendent que les soldats zombies s'approchent d'eux. Après les avoir retenus, ils sont surpris de voir Thalman réapparaître, mais il a été changé. Après avoir été brûlé par Rebecca, il revient à lui-même, mais avant de mourir, il confie Harling, dans l'espoir que Harling verra les hommes sortir.
Le lendemain, n'ayant pas le temps de quitter les lieux, ils tendent un piège à la Ghost Brigade. Utilisant Strayn pour les attirer vers le camp de l'Union, il les surprend en ramassant un pistolet et en tuant l'un d'eux avec une balle en argent qui a été créée à partir de l'argent que les confédérés portaient. La Ghost Brigade entre en fureur et attaque les troupes conjointes Union/Confédération, qui sont positionnées derrière une tranchée remplie d'eau et des wagons transformés en barricades. Strayn se bat personnellement avec Elkins au corps à corps avant qu'Elkins ne le poignarde. Avant qu'il ne puisse finir Strayn, Rebecca saute sur lui. La courte lutte continue jusqu'à ce que Rebecca tire sur Elkins en visant sa poitrine alors qu'il était derrière elle. Alors qu'elle est à peine en vie, Harling se rend compte qu'elle est infectée et qu'elle doit être abattue. Strayn tente d'intervenir mais Rebecca est abattue. Le dernier soldat zombie restant pleure sur le cadavre d'Elkin avant d'être abattu par Harling. Une fois la brigade fantôme vaincue, ils retournent sur le territoire de l'Union, où Strayn est renvoyé à la prison de Bowling Green pour une courte période, avant de s'échapper et de rejoindre l'armée confédérée. Il se bat avec distinction lors des batailles de Gettysburg et d'autres batailles majeures de la guerre civile, mais sa position inhabituelle contre l'esclavage aliène nombre de ses compatriotes. 
Alors que Strayn combat dans l'armée confédérée, Harling décide de ne pas prendre sa libération conditionnelle et reste avec l'armée de l'Union pendant toute la durée de la guerre, servant sous les ordres du général US Grant pour le reste de la guerre civile. où Strayn est renvoyé à la prison de Bowling Green pour une courte période, avant de s'échapper et de rejoindre l'armée confédérée. Il se bat avec distinction lors des batailles de Gettysburg et d'autres batailles majeures de la guerre civile, mais sa position inhabituelle contre l'esclavage aliène nombre de ses compatriotes. Alors que Strayn combat dans l'armée confédérée, Harling décide de ne pas prendre sa libération conditionnelle et reste avec l'armée de l'Union pendant toute la durée de la guerre, servant sous les ordres du général US Grant pour le reste de la guerre civile. où Strayn est renvoyé à la prison de Bowling Green pour une courte période, avant de s'échapper et de rejoindre l'armée confédérée. Il se bat avec distinction lors des batailles de Gettysburg et d'autres batailles majeures de la guerre civile, mais sa position inhabituelle contre l'esclavage aliène nombre de ses compatriotes. Alors que Strayn combat dans l'armée confédérée, Harling décide de ne pas prendre sa libération conditionnelle et reste avec l'armée de l'Union pendant toute la durée de la guerre, servant sous les ordres du général US Grant pour le reste de la guerre civile.
Le film se termine avec Harling racontant l'histoire de Strayn retournant au ruisseau où son régiment a été assassiné, où il n'est plus jamais revu.

## Fiche technique
- Titre original : Ghost Brigade
- Titre : Grey Knight
- Réalisation : George Hickenlooper
- Scénario : Matt Greenberg
- Montage : Monte Hellman et Esther P. Russell
- Pays d'origine : États-Unis
- Genre : horreur
- Date de sortie : 1993

## Distribution
- Corbin Bernsen : Colonel Nehemiah Strayn
- Adrian Pasdar : Capitaine John Harling
- Ray Wise : Colonel George Thalman
- Cynda Williams : Rebecca
- Roger Wilson : Major Josiah Elkins
- Jefferson Mays : Martin Bradley
- Billy Bob Thornton : Langston
- Martin Sheen : Général Haworth
- David Arquette : Murphy
- Allison Joy Langer : Thomas
- Alexis Arquette : Caporal Dawson
- Matt LeBlanc : Terhune
- George Hickenlooper : Peintre
- Brent Briscoe